# Trichomachimus obliquus
Trichomachimus obliquus är en tvåvingeart som beskrevs av Shi 1992. Trichomachimus obliquus ingår i släktet Trichomachimus och familjen rovflugor.
Artens utbredningsområde är Sichuan (Kina). Inga underarter finns listade i Catalogue of Life.